# Philippe Gassot
Pour les articles homonymes, voir Gassot.
Philippe Gassot est un journaliste français.
Il est le père de Marc Gassot.
Il présente divers journaux télévisés sur Antenne 2 dans les années 1980-1990, puis est devenu correspondant à Washington, notamment pour France 24, la RTBF, Sud Radio, et TV5.